# Matthias Heinrich
Matthias Heinrich (Berlim, 26 de junho de 1954) é um clérigo católico romano alemão, bispo auxiliar em Berlim.

## Vida
Depois de estudar teologia católica e filosofia na Faculdade de Teologia de Paderborn  Henry foi em 22 de novembro de 1980, sobre o diácono e em 20 de junho de 1981 por Joachim Meisner para sacerdotes ordenados . Kaplan anos de St. Boniface em Berlin-Kreuzberg Matthias Heinrich foi nomeado em 1984 vigário nomeado, serviu como pastor de jovens ativos na parte ocidental da diocese de Berlim e responsável pela pastoral vocacional. Em 1985, ele foi a chuva do seminário Berlim . A partir de 1989 Heinrich estudou no Universidade Papal Gregoriana Direito Canônico e foi publicado em 1998 com a dissertação The Authority of Insular Book Literature. Uma investigação sobre a legitimidade jurídica e o caráter jurídico das penitências não-continentais do Dr. Ing. IUR. pode. doutorado . Durante seu tempo em Roma, Henry também foi vice-reitor do Priest College do Campo Santo Teutonico . Depois de retornar a Berlim em 1998, ele foi nomeado ordinariatsrat . De 2003 a 2012 dirigiu o departamento de pessoal da Arquidiocese como Bispo Vigário . Em 2004, ele tornou-se um cânone do Cabido Metropolitano deA Catedral de St. Hedwig é chamada.
Em 18 de fevereiro de 2009, o Papa Bento XVI. Matthias Heinrich Bispo Titular de Thibaris e Bispo Auxiliar em Berlim. Ao mesmo tempo, a aposentadoria do ex bispo auxiliar em Berlim, Wolfgang Weider, foi anunciada em abril. A consagração episcopal lhe foi dada pelo Georg Sterzinsky em 19 de abril mesmo ano na Catedral de St. Hedwig; Os co- conselheiros foram o arcebispo de Colônia, Joachim Meisner e o bispo auxiliar berlinense Wolfgang Weider, emérito. Por ocasião da sua nomeação, Matthias Heinrich escolheu o lema episcopal Illum oportet crescere ("Ele deve crescer"), que vem do Evangelho de João ( João 3,30  UE ).
A partir de 24 de fevereiro de 2011 até a inauguração do novo arcebispo de Berlim, Rainer Maria Woelki, em 27 de agosto de 2011, Heinrich liderou os deveres oficiais da Arquidiocese de Berlim de acordo com as disposições do direito canônico, até que o capítulo o selecionasse em 28 de fevereiro de 2011 como administrador diocesano .  A partir de 1 de março de 2012. Bispo Henry entregou a gestão do Departamento de Recursos Humanos e assumiu a Offizialat de Tobias Przytarski que o vigário geral foi nomeado. Arcebispo Heiner Koch confirmou-o como funcionário e nomeou-o com efeitos a partir de 1 de dezembro de 2015, além do Vigário Episcopal para o Ecumenismo .
Na Conferência Episcopal Alemã, Matthias Heinrich é membro da Comissão de Liturgia , da Comissão de Assuntos Sociais e Sociais e da Comissão de Migração .